# Stefan Łodwigowski
Edward Stefan Łodwigowski (ur. 14 sierpnia 1815, zm. 12 listopada 1895 w Warszawie) – polski pianista i kompozytor.
Pochodził spod Iłży. Od 1840 zamieszkały w Warszawie. Komponował miniatury fortepianowe, zwłaszcza mazurki, polonezy i krakowiaki, był także cenionym nauczycielem gry na fortepianie. 